# 卡尔·亚当·佩特里

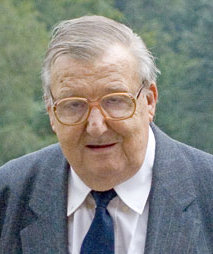
卡尔·亚当·佩特里

卡尔·亚当·佩特里（Carl Adam Petri，1926年7月12日— 2010年7月2日），德国数学家、信息学家。 
佩特里1926年出生于德国莱比锡，1950年开始在德国汉诺威学习数学。1956年完成理学硕士学位后承建在汉诺威和波恩做过一阵助教。1962年到达姆施塔特工业大学攻读自然科学博士学位。1963年到1968年间他领导波恩大学计算中心，1968年到1991年是数学和数据处理公司信息系统研究中心的主任。1988年被汉堡大学授予荣誉教授。1993年他因其在信息学方面的特殊贡献被授予Konrad-Zuse奖章。
Petri最著名的理论是关于Petri网，分布式系统建模。